# Wielino (przystanek kolejowy)
Wielino (ros. Велино) – przystanek kolejowy w sąsiedztwie miejscowości Wielino, w rejonie smoleńskim, w obwodzie smoleńskim, w Rosji. Leży na linii Moskwa - Mińsk - Brześć.